# Selecció de bàsquet de Txecoslovàquia
La Selecció de bàsquet de Txecoslovàquia fou l'equip representatiu de Txecoslovàquia, que representava la Federació Txecoslovaca de Bàsquet en les competicions internacionals organitzades per la Federació Internacional de Bàsquet (FIBA) o el Comitè Olímpic Internacional (COI).
La selecció de Txecoslovàquia fou especialment exitosa en els campionats d'Europa de l'especialitat. L'any 1946 es proclamà campiona continental, el seu major triomf de sempre. A més, guanyà sis medalles d'argent, els anys 1947, 1951, 1955, 1959, 1967 i 1985, i cinc de bronze, 1935, 1957, 1969, 1977, 1981.

## Classificacions

### Jocs Olímpics
- 1936 - 9
- 1948 - 7
- 1952 - 9
- 1960 - 5
- 1972 - 8
- 1976 - 6
- 1980 - 9

### Campionats mundials
- 1970 - 6
- 1974 - 10
- 1978 - 9
- 1982 - 10

### Campionats europeus
- 1935 -  3
- 1937 - 7
- 1946 -  1
- 1947 -  2
- 1951 -  2
- 1953 - 4
- 1955 -  2
- 1957 -  3
- 1959 -  2
- 1961 - 5
- 1963 - 10
- 1965 - 7
- 1967 -  2
- 1969 -  3
- 1971 - 5
- 1973 - 4
- 1975 - 6
- 1977 -  3
- 1979 - 4
- 1981 -  3
- 1983 - 10
- 1985 -  2
- 1987 - 8
- 1991 - 6

## Jugadors destacats
| Pos. | Jugador            | Partits |
| ---- | ------------------ | ------- |
| 1.   | Kamil Brabenec     | 403     |
| 2.   | Vlastimil Havlík   | 370     |
| 3.   | Stanislav Kropilák | 368     |
| 4.   | Zdeněk Kos         | 345     |
| 5.   | Gustáv Hraška      | 336     |
| 6.   | Jaroslav Skála     | 333     |
| 7.   | Jiří Pospíšil      | 276     |
| 8.   | Jan Bobrovský      | 267     |
| 9.   | Jiří Zídek Sr.     | 257     |
| 10.  | Peter Rajniak      | 255     |
| 11.  | Vojtěch Petr       | 251     |
| 12.  | Zdeněk Böhm        | 250     |
| 13.  | Zdeněk Douša       | 246     |
| 14.  | Juraj Žuffa        | 241     |
| 15.  | Jiří Růžička       | 240     |
| 16.  | Vlastibor Klimeš   | 234     |
| 17.  | Jiří Okáč          | 230     |
| 18.  | Oto Matický        | 224     |
| 19.  | Leoš Krejčí        | 219     |
| 20.  | Jiří Zedníček      | 217     |
| 21.  | František Konvička | 216     |
| 22.  | Bohumil Tomášek    | 205     |
| 23.  | Vladimír Pištělák  | 203     |

| Pos. | Jugador            | Punts | Partits | Mitjana |
| ---- | ------------------ | ----- | ------- | ------- |
| 1.   | Kamil Brabenec     | 1,939 | 122     | 15.9    |
| 2.   | Stanislav Kropilák | 1,382 | 92      | 15.0    |
| 3.   | Jiří Zídek Sr.     | 1,230 | 87      | 14.1    |
| 4.   | Zdeněk Kos         | 1,150 | 113     | 10.2    |
| 5.   | Jiří Pospíšil      | 791   | 85      | 9.3     |
| 6.   | Gustáv Hraška      | 761   | 91      | 8.4     |
| 7.   | Jan Bobrovský      | 748   | 78      | 9.6     |
| 8.   | Jiří Baumruk       | 654   | 55      | 11.9    |
| 9.   | František Konvička | 654   | 61      | 10.7    |
| 10.  | Ivan Mrázek        | 629   | 50      | 12.6    |
| 11.  | Jiří Zedníček      | 624   | 66      | 9.5     |
| 12.  | Jaroslav Skála     | 574   | 69      | 8.3     |
| 13.  | Jaroslav Šíp       | 485   | 43      | 11.3    |
| 14.  | Jiří Růžička       | 478   | 66      | 7.2     |
| 15.  | Miroslav Škeřík    | 477   | 49      | 9.7     |
| 16.  | Jaroslav Tetiva    | 473   | 62      | 7.6     |
| 17.  | Vlastimil Havlík   | 471   | 62      | 7.6     |
| 18.  | Zdeněk Douša       | 434   | 71      | 6.1     |
| 19.  | Bohumil Tomášek    | 417   | 46      | 9.1     |
| 20.  | Peter Rajniak      | 408   | 40      | 10.2    |